# Trường Đại học An ninh nhân dân (Thành phố Hồ Chí Minh)
Trường Đại học An ninh nhân dân là một trường đại học chuyên ngành an ninh hệ công lập tại Việt Nam. Trường được nâng cấp và đổi tên vào tháng 7 năm 2003, có trụ sở tại Km18 Xa lộ Hà Nội, phường Linh Trung, thành phố Thủ Đức, Thành phố Hồ Chí Minh. Trường đào tạo đại học, sau đại học, và là một trong những trung tâm nghiên cứu khoa học của ngành công an nhân dân Việt Nam.

Biểu trưng Trường Đại học An ninh nhân dân

## Lịch sử
Trường trải qua nhiều tên gọi khác nhau:
1. Trường An ninh Trung ương Cục miền Nam (1963-1976)
2. Trường Sĩ quan Công an Nhân dân (1976-1984)
3. Trường Cao đẳng An ninh nhân dân II (1984-1985)
4. Trường Đại học An ninh nhân dân cơ sở phía Nam (1985-1995)
5. Phân hiệu trường Đại học An ninh nhân dân tại phía Nam (1995-2001)
6. Phân viện Học viện An ninh nhân dân khu vực miền Nam (2001-2003)
7. Trường Đại học An ninh nhân dân (từ tháng 7 năm 2003 đến nay), chính thức trở thành trường đại học độc lập của ngành Công an trực thuộc Bộ Công an

## Lãnh đạo

### Hiện nay
- Hiệu trưởng: Đại tá, TS Trần Văn Tuấn
- Phó hiệu trưởng: Đại tá, PGS.TS Nguyễn Trần Hiếu
- Phó hiệu trưởng: Thượng tá, TS Lê Hoàng Ngân[2]
- Phó hiệu trưởng: Đại tá, TS Phạm Duy Hoàng[3]
- Phó hiệu trưởng: Đại tá, PGS.TS Đặng Ngọc Toàn

## Khen thưởng
- Huân chương Bảo vệ Tổ quốc hạng Nhất [1]